# 트렉 바이시클
트렉 바이시클(영어: Trek Bicycle Corporation)은 미국의 자전거 제조업체이다. 트렉(Trek), 일렉트라 바이시클(Electra Bicycle), 본트레거(Bontrager), 디아만트(Diamant) 등의 브랜드를 산하에 두고 있다.